# Paradiadelia mediofusca
Paradiadelia mediofusca là một loài bọ cánh cứng trong họ Cerambycidae.